# براندون آلمیدا
براندون آلمیدا (انگلیسی: Brandonn Almeida؛ زادهٔ ۱۶ مارس ۱۹۹۷) ورزشکار ورزش شنا اهل برزیل است.
وی در مسابقات کشوری و بین‌المللی در مجموع برندهٔ ۴ مدال طلا، ۱ مدال نقره و ۳ مدال برنز شده‌است.